# Pandarus cranchii
A Pandarus cranchii az állkapcsilábas rákok (Maxillopoda) osztályának a Siphonostomatoida rendjébe, ezen belül a Pandaridae családjába tartozó faj.

## Tudnivalók
Tengeri élőlény, amely az Atlanti-óceánban fordul elő. Mint sok más rokona, a Pandarus cranchii is élősködő életmódot folytat. A gazdaállatai a következők: rókacápa (Alopias vulpinus), selyemcápa (Carcharhinus falciformis), óceáni fehérfoltú cápa (Carcharhinus longimanus), sötétcápa (Carcharhinus obscurus), homokpadi cápa (Carcharhinus plumbeus), Carcharhinus signatus, kékcápa (Prionace glauca), tigriscápa (Galeocerdo cuvier), közönséges kutyacápa (Galeorhinus galeus), pizsamás cápa (Poroderma africanum), csipkés pörölycápa (Sphyrna lewini), vaksi pörölycápa (Sphyrna tudes), közönséges pörölycápa (Sphyrna zygaena), zebracápa (Stegostoma fasciatum), röviduszonyú makócápa (Isurus oxyrinchus) és fehér cápa (Carcharodon carcharias).